# رامز جلال
رامز جلال (زادهٔ ۲۰ آوریل ۱۹۷۳) بازیگر، مجری، خواننده و تهیه‌کنندهٔ مصری است. وی فرزند جلال توفیق (زادهٔ ۲ ژوئن ۱۹۳۰، درگذشتهٔ ۳۰ مارس ۱۹۷۷) کارگردان اهل کشور مصر و برادر یاسر جلال (زادهٔ ۶ آوریل ۱۹۶۹) بازیگر مصری است. رامز جلال تاکنون در بیش از ۲۰ فیلم سینمایی بازی کرده که عمدهٔ آنها کمدی هستند.
وی اغلب به تهیه، تولید و اجرای تعداد زیادی برنامهٔ سرگرمی تلویزیونی شناخته می‌شود که محتوای تمامی آنها شامل شوخی‌های عملیِ آمیخته با فریب (Prank) با افراد معروف جهان عرب – و در برخی برنامه‌ها، با افراد مشهور غیرعرب – است. ترساندن عمدی و از حالت عادی خارج کردن رفتار افراد مشهور دعوت‌شده به برنامه و بروز واکنش‌های واقعی و غالباً طنز از جانب آنان، هدف اصلی برنامه‌های سرگرمی تلویزیونی رامز جلال است.
مجموعه برنامه‌های طنز رامز جلال از سال ۲۰۱۰ تاکنون، هرساله در سی روز ماه رمضان (هرشب یک قسمت) از شبکهٔ تلویزیونی MBC پخش می‌شوند.
افرادی که به‌عنوان مهمان به برنامه‌های رامز جلال دعوت می‌شوند، در ابتدا از هدف اصلی برنامه (که ترساندن شدید آنهاست) کاملاَ بی‌اطلاعند و عوامل برنامه تلاش می‌کنند تا علاوه بر ایجاد و ضبط طبیعی‌ترین همچنین خنده‌دارترین واکنش‌های مهمانان، در پایان نیز رضایت آنها را جهت اجازهٔ پخش تلویزیونی برنامهٔ ضبط شده جلب کنند.
واکنش اولیهٔ اکثر مهمانان برنامه‌های رامز جلال پس از اطلاع از صرفاً شوخی بودن اتفاقات وحشت‌بار به‌وجودآمده در برنامه، معمولاً شامل رفتارهایی چون عصبانیت شدید، حمله‌ورشدن به رامز جلال، درگیری فیزیکی با او و همچنین دشنام‌گویی به‌طور جدی است.
از مشهورترین افراد غیرعرب حضوریافته در برنامه‌های طنز رامز جلال، بازیگران شناخته‌شده‌ای چون آنتونیو باندراس، استیون سیگال، شاهرخ خان و پاریس هیلتون هستند.

## حاشیه‌ها
رخدادهای وحشت‌انگیزی که به‌طور کاملاً عمدی در برنامه‌های طنز رامز جلال ساخته و  پرداخته می‌شوند، اغلب منجر به عصبانیت و ناراحتی شدید مهمانان برنامه می‌گردند. به‌عنوان مثال، شاهرخ خان در قسمت مربوط به حضور خودش در برنامهٔ رامز تحت الأرض (رامز زیر زمین - محصول سال ۲۰۱۷) با اطلاع از غیرواقعی و ساختگی بودن اتفاقاتی که در طول برنامه برای او و همراهانش رخ داده‌اند، به‌شدت خشمگین شد و پس از حمله‌ورشدن به رامز جلال و درگیری جدیِ فیزیکی با او، علی‌رغم تلاش زیاد رامز جلال برای رفع ناراحتی وی، محیط ضبط برنامه را به قصد بازگشت به هتل محل اقامتش در ابوظبی (و اعتراض به دعوت‌کنندگان خود) ترک کرد. مدت کوتاهی بعد، رامز جلال با تلاش بسیار توانست رضایت شاهرخ خان را جلب و برنامه‌ای دیگر با حضور او ساخته و در عید فطر همان سال، به روی آنتن شبکهٔ MBC ببرد.
هیفا وهبی خواننده لبنانی نیز که در یکی از قسمت‌های برنامهٔ رامز عنخ آمون (محصول سال ۲۰۱۳) حضور یافته بود، به محض اطلاع از شوخی و ساختگی بودن تمامی اتفاقاتِ وحشت‌انگیزِ رخ داده برای او، به‌شدت ناراحت و عصبانی شد و پس از گفتن دشنام‌های رکیک به رامز جلال و خانوادهٔ او، بدون هیچ‌گونه رضایتی محل ضبط برنامه را به مقصد هتل محل اقامت خود در مصر ترک کرد. در نهایت، رامز جلال و تعدادی از عوامل برنامه به هتل محل اقامت هیفا وهبی رفتند و تلاش کردند رضایت وی را جلب کنند.
از این‌گونه حواشی و دلخوری‌های جدی در برنامه‌های رامز جلال، بسیار اتفاق افتاده و به رویدادهایی محبوب و خنده‌آور برای مخاطبان تبدیل شده‌اند.

## انتقادات
برنامه‌های طنز رامز جلال، همواره با اعتراضات و انتقادات کوچک و بزرگی مواجه بوده‌اند. بنا بر گزارش برخی از رسانه‌های خبری رسمی، دارالفتوای مصر آن دسته از برنامه‌های تلویزیونی رامز جلال که با هدف ترساندن عمدی افراد تولید شده‌اند را «حرام» اعلام کرد؛ دارالفتوای مصر با صدور این فتوا ضمن تأکید بر حرام بودن تماشای این قبیل برنامه‌های رامز جلال، اعلام کرد: «شرعیت اسلامی، ارعاب و ترساندن انسان‌های برخوردار از امنیت و آرامش را نهی کرده است».
یاسر جلال (برادر رامز جلال، از بازیگران مشهور سینما و تلویزیون مصر) شوخی‌های وحشت‌آور برادرش با هیفا وهبی در برنامهٔ «رامز عنخ آمون» که منجر به ناراحتی و دشنام‌گویی شدید هیفا وهبی شد را موردانتقاد قرار داد. یاسر جلال با بیان اینکه از دشنام‌های زشت هیفا وهبی به خانواده‌اش شدیداً ناراحت شده است، از گفتار و رفتار هیفا وهبی انتقاد کرد.

## مشهورترین برنامه‌های رامز جلال
- رامز جاب من الاخر (رامز از آخر آمد) محصول ۲۰۲۴
- رامز نيفر إند (رامز بی‌پایان) محصول سال ۲۰۲۳
- رامز موفي ستار (رامز ستارهٔ فیلم) محصول سال ۲۰۲۲
- رامز عقله طار (رامز عقلش پرید) محصول سال ۲۰۲۱
- رامز مجنون رسمي (رامز رسماً دیوانه) محصول سال ۲۰۲۰
- رامز في الشّلّال (رامز در آبشار) محصول سال ۲۰۱۹
- رامز تحت الصِّفر (رامز زیر صفر) محصول سال ۲۰۱۸
- رامز تحت الأرض (رامز زیر زمین) محصول سال ۲۰۱۷
- رامز بیلعب بالنار (رامز با آتش بازی می‌کند) محصول سال ۲۰۱۶
- رامز واکل الجو (رامز تحت کنترل) محصول سال ۲۰۱۵
- رامز قرش البحر (رامز کوسهٔ دریا) محصول سال ۲۰۱۴
- رامز عنخ آمون محصول سال ۲۰۱۳
- رامز ثعلب الصحراء (رامز روباه صحرا) محصول سال ۲۰۱۲
- رامز قلب الأسد (رامز شیردل) محصول سال ۲۰۱۱

وی در تمامی این برنامه‌ها به‌عنوان تهیه‌کننده، خواننده، مجری اصلی و بازیگر فعالیت کرده‌ است.